# Karstenia inconspicua
Karstenia inconspicua är en svampart som beskrevs av Wilberf. 1999. Karstenia inconspicua ingår i släktet Karstenia, ordningen Rhytismatales, klassen Leotiomycetes, divisionen sporsäcksvampar och riket svampar.   Inga underarter finns listade i Catalogue of Life.